# Ioan Budoiu
Ioan Budoiu (n. 1867, Mermezeu-Văleni - d. 1954, Câmpuri Surduc) a fost un deputat în Marea Adunare Națională de la Alba Iulia, organismul legislativ reprezentativ al „tuturor românilor din Transilvania, Banat și Țara Ungurească”, cel care a adoptat hotărârea privind Unirea Transilvaniei cu România, la 1 decembrie 1918.:p. 77

## Biografie
Ioan Budoiu, după numirea ca preot, contribuie la ridicarea școlii și bisericii din sat. Între anii 1916-1917 a fost închis datorită activității sale pe linie națională.:p. 197

## Activitatea politică

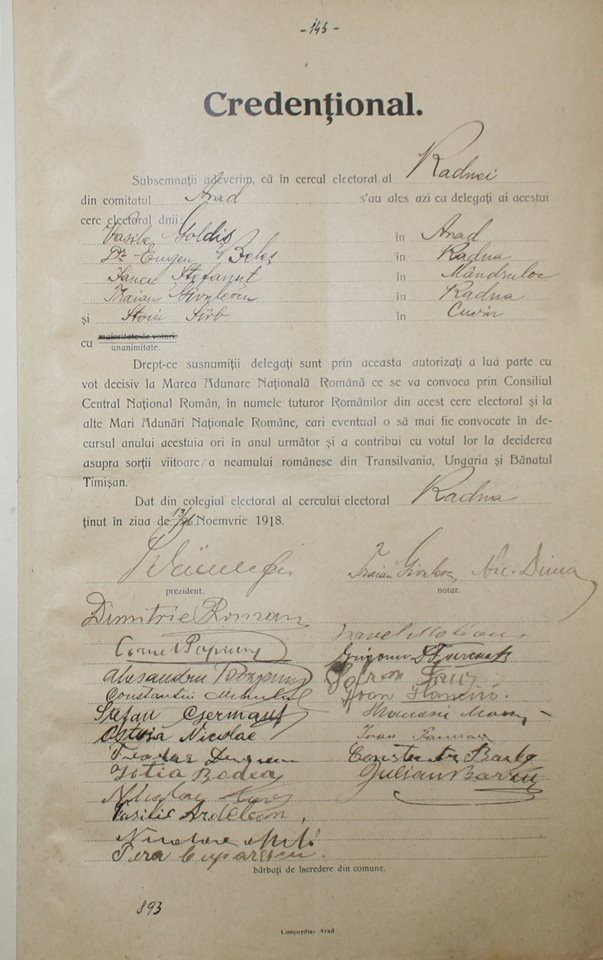
Credențional

Ca deputat în Adunarea Națională din 1 decembrie 1918, Ioan Budoiu a reprezentat cercul electoral Dobra.:p. 197